# Elecció papal de 1073
L'elecció papal de 1073 va ser després de la mort d'Alexandre II. El 21 d'abril de 1073, mentre es feia el funeral del pontífex a la Basílica de Sant Joan del Laterà, el clergat i el poble romà van proclamar "Que Ildebrando sigui el Papa", "El beat Pere ha escollit l'ardiaca Ildebrando". Més tard, el mateix dia, Ildebrando va ser acompanyat a San Pietro in Vincoli i va ser escollit Papa pels cardenals allí reunits.

## Polèmica
Aquesta elecció generà polèmica perquè es qüestionava si la seva elecció va ser fruit d'un fervor extraordinari cap a Ildebrando de manera espontània o per algun compromís. Les circumstàncies d'aquest tipus d'eleccions no han estat habituals i es considera que no respecten les normes previstes en la butlla del 1059. Així i tot, es va considerar vàlid el crit unànime del poble romà que va instar l'elecció de Gregori VII.
En el decret de la seva elecció, després de ser escollit com a bisbe de Roma el 22 d'abril de 1073, Gregori VII es proclama com "un home pietós, potent en el coneixement humà i diví, amant de la igualtat i la justícia, un home de bona conducta, no violent, modest, sobri, cast, un home la infància del qual està consumada en l'amor a la Mare Església, que ha viscut el punt àlgid de la seva vida en ser elevat a ardiaca".

## Cardenals

### Electors
Mitjançant la butlla de Nicolau II "In nomini Domini" del 1059, es va reformar el procediment d'elecció permetent només als cardenals bisbes el dret a escollir al nou Papa, amb el consens del clergat menor.
A l'abril del 1073 eren sis els cardenals electors, però només dos d'ells van estar presents en la mort del Papa anterior:
- Giovanni (nomenat el 1057) - Cardenal bisbe de Porto
- Ubaldo (nomenat el 1063) - Cardenal bisbe de Savina

### Absents
Dos cardenals no van estar presents en l'elecció: el primer a causa d'una legació estrangera, i el segon perquè era un abat benedictí que no residia a Roma:
- Gerald de Regensburg (nomenat el 1072) - Cardenal bisbe d'Ostia
- Pere Igni (nomenat el 1072) - Cardinal bisbe d'Albano, abat de San Salvador de Fucecchio